# Gombosszeg
Gombosszeg è un comune dell'Ungheria di 50 abitanti (dati 2001). È situato nella contea di Zala.